# Heteronychia zumpti
Heteronychia zumpti är en tvåvingeart som först beskrevs av Engel 1938.  Heteronychia zumpti ingår i släktet Heteronychia och familjen köttflugor. Inga underarter finns listade i Catalogue of Life.